# Battaglia di Gerberoy
La battaglia di Gerberoy, detta anche battaglia d'Arondel, della guerra dei cent'anni, venne combattuta il 9 maggio 1435 tra Inghilterra e Francia, a Gerberoy in Piccardia, e si concluse con la vittoria francese.

## Contesto
Nella primavera 1435, l'esercito inglese occupava quasi tutto il nord della Francia e l'Aquitania, comprese Parigi e Saint-Denis, e tutta la Normandia. Ma nonostante la cattura e l'esecuzione di Giovanna d'Arco nel 1431, le sorti del conflitto non erano favorevoli agli inglesi, che stavano progressivamente perdendo il controllo dei territori loro assegnati dal Trattato di Troyes.
Durante il 1434 il re di Francia Carlo VII aveva ripreso possesso di numerose città a nord di Parigi, tra cui Soissons, Compiègne, Senlis e Beauvais. Tenuto conto della sua posizione geografica, Gerberoy costituiva potenzialmente un avamposto in grado tanto di minacciare efficacemente la Normandia in mano agli inglesi, quanto di proteggere il Beauvaisis recentemente riconquistato.
I francesi avevano ripreso la città nel 1432, ma allora, non essendo in grado di tenerla, l'avevano abbandonata dopo averne distrutto le fortificazioni, per impedire agli inglesi di servirsene. In seguito il rapporto di forze era mutato a favore di Carlo VII, il quale adottò una strategia più audace e decise, nella primavera del 1435, di rioccupare Gerberoy e di ripristinarne le difese.
La missione fu affidata ad un'unità il cui effettivo non ci è noto, ma che, secondo il canonico Jean Pillet (principale storiografo di Gerberoy), era compresa tra i 600 e i 1800 uomini; il contingente fu messo agli ordini di Jean Poton de Xaintrailles ed Étienne de Vignolles, entrambi vecchi compagni di Giovanna d'Arco, i quali partirono da Beauvais e, entrati in città discretamente, col favore della notte, iniziarono a far ricostruire le antiche fortificazioni.
Nello stesso momento nella città di Gournay sur Epte (oggi Gournay-en-Bray in Senna Marittima), ad una dozzina di chilometri a sud ovest, alla frontiera della Normandia, un contingente inglese agli ordini di John FitzAlan, XIV conte di Arundel era stato radunato in vista di una spedizione sulla città di Rue, anch'essa recentemente riconquistata dai francesi. Quando si diffuse la notizia dei lavori di fortificazione intrapresi dai francesi, Gerberoy, che rappresentava una minaccia immediata per la Normandia, divenne un obiettivo prioritario. Sottostimando forse l'entità e la determinazione delle truppe francesi sul posto, e nella fretta di farle sloggiare prima che la città fosse nuovamente difendibile, Arundel lasciò Gournay nella notte fra l'8 e il 9 maggio 1434 coi suoi uomini (non solo inglesi ma anche rappresentanti della nobiltà di Normandia), e marciò su Gerberoy in condizioni assai poco prudenti. Le sue forze (circa 3 000 uomini secondo Jean Pillet, ma tale numero è senza dubbio esagerato), erano probabilmente varie volte superiori in numero alla guarnigione francese, ma egli commise l'errore di credere che i francesi si sarebbero messi sulla difensiva asserragliandosi a Gerberoy o avrebbero battuto in ritirata; non si attendeva dunque di essere a sua volta attaccato.

## La battaglia
Arundel giunse davanti a Gerberoy il 9 maggio di prima mattina con un distaccamento d'avanguardia probabilmente poco numeroso, che fece trincerare e mise d'osservazione in un avvallamento del terreno nelle immediate vicinanze della città (luogo chiamato in seguito Val d'Arondel), attendendo l'arrivo del grosso delle sue truppe che seguiva con le salmerie e il materiale d'assedio.
I francesi, grazie alla posizione elevata di Gerberoy rispetto alla campagna circostante, videro rapidamente di avere davanti una debole avanguardia, mentre una forte colonna nemica era in arrivo dalla strada di Gournay. Consapevoli di non essere in grado di sostenere un assedio date le condizioni delle fortificazioni, decisero di prendere l'iniziativa ed attaccare in aperta campagna, prendendo gli inglesi del tutto alla sprovvista.
Una colonna di cavalleria condotta da Étienne de Vignolles uscì dalla città e, aggirando la posizione tenuta dall'avanguardia inglese, attaccò di sorpresa la colonna nemica sulla strada di Gournay. La colonna, credendo che l'avanguardia avesse già provveduto ad impedire sortite da Gerberoy, e non prevedendo quindi di essere attaccata, era in formazione di marcia e non in ordine di battaglia: nonostante la consistenza numerica, quindi, gli inglesi furono facilmente messi in rotta ed inseguiti sino alla località detta "Les Épinettes", ai margini di Laudencourt, una frazione nei dintorni di Gournay.
Nello stesso tempo, il resto della guarnigione agli ordini di Jean Poton de Xaintrailles era alle prese con il distaccamento di Arundel. L'avanguardia inglese, isolata e priva di rinforzi, si era messa al riparo di un recinto in pietra. Durante il combattimento il conte d'Arundel fu gravemente ferito ad una gamba da un colpo di colubrina.
Quando i cavalieri di de Vignolles furono di ritorno a Gerberoy la posizione inglese divenne insostenibile: isolati e largamente inferiori in numero, dovettero soccombere. Lo stesso conte d'Arundel venne preso prigioniero, destinato a morire alcuni giorni dopo in seguito alla ferita. Le perdite inglesi furono importanti, senza dubbio alcune centinaia (sebbene il numero esatto sia incerto), mentre i francesi persero una ventina di uomini.

## Conseguenze
Nonostante la vittoria, le truppe di Carlo VII non poterono mantenere a lungo il controllo di Gerberoy: la città fu assediata e riconquistata dagli inglesi nell'ottobre 1437, e ritornò definitivamente in mano francese solo nel 1449. La Normandia passò interamente al re di Francia nel 1451, e Gerberoy perse il suo ruolo strategico di presidio alla frontiera.
Oggigiorno, dal 2008, nel mese di maggio, una festa medievale commemora annualmente la ricorrenza della battaglia.